# Montlevicq

Montlevicq este o comună în departamentul Indre, Franța. În 1 ianuarie 2022 avea o populație de 106 de locuitori.